# Mumpeke
Mumpeke är ett vattendrag i Burundi.   Det ligger i provinsen Muyinga, i den norra delen av landet, 120 km nordost om huvudstaden Bujumbura.
Omgivningarna runt Mumpeke är en mosaik av jordbruksmark och naturlig växtlighet. Runt Mumpeke är det tätbefolkat, med 383 invånare per kvadratkilometer.